# Faramea boomii
Faramea boomii är en måreväxtart som beskrevs av Julian Alfred Steyermark. Faramea boomii ingår i släktet Faramea och familjen måreväxter. Inga underarter finns listade i Catalogue of Life.